# كيرتاتون
كيرتاتون قرية في مقاطعة مانتوفا في منطقة لومباردي الإيطالية، تقع على بعد حوالي 130 كيلومترًا (81 ميل) جنوب شرق ميلانو وحوالي 7 كيلومترات جنوب غرب مانتوفا.
تتكون بلدية كيرتاتون من فرازيوني (من التقسيمات الفرعية ، القرى والنجوع بشكل رئيسي) بوسكولدو ، إريمو ، غراتسي ، ليفاتا ، مونتانارا (مقر البلدية) ، بونتيفينتونو ، سان لورينزو ، وسان سيلفسترو.
وتقع كيرتاتون على حدود البلديات التالية: بورجو فيرجيليو وكاستيلوتشيو ومانتوا وماركاريا وبورتو مانتوفانو وروديغو.
حصلت مدينة كيرتاتون على اللقب الفخري بمرسوم رئاسي في الثاني من يوليو عام 2002.

## روابط خارجية
- الموقع الرسمي